# سيدني ريشيل دا سيلفا جونيور
سيدني ريشيل دا سيلفا جونيور (بالبرتغالية: Sidnei Rechel da Silva Júnior) (مواليد 23 أغسطس 1989) هو لاعب كرة قدم برازيلي ، يلعب حاليًا لنادي باير ليفركوزن الألماني في مركز قلب الدفاع .

## إنجازات وبطولات اللاعب

### إنترناسيونال
- ريكوبا سودأمريكانا: 2007

### بنفيكا
- الدوري البرتغالي لكرة القدم: 2009–2010
- كأس الدوري البرتغالي: 2008–2009 ، 2009–2010 ، 2010–2011
- كأس السوبر البرتغالي: 2014

## روابط خارجية
- سيدني ريشيل دا سيلفا جونيور على موقع الاتحاد الدولي (مؤرشف)  (الإنجليزية)
- سيدني ريشيل دا سيلفا جونيور على موقع الاتحاد الأوربي (الإنجليزية)
- سيدني ريشيل دا سيلفا جونيور على موقع اتحاد تركيا (لاعب) (الإنجليزية)
- سيدني ريشيل دا سيلفا جونيور على موقع قاعدة بيانات كرة القدم.إي يو (الإنجليزية)
- سيدني ريشيل دا سيلفا جونيور على موقع Soccerbase.com (لاعب) (الإنجليزية)
- سيدني ريشيل دا سيلفا جونيور على موقع Soccerway.com (الإنجليزية)
- سيدني ريشيل دا سيلفا جونيور على موقع عالم كرة القدم.نت (الإنجليزية)
- سيدني ريشيل دا سيلفا جونيور على موقع AS.com (الإسبانية)